# 알.이.씨
《알.이.씨》(스페인어: [•REC])는 자우마 발라게로와 파코 플라사가 감독한 2007년 공포 영화이다. 스페인에서 2007년 11월에 개봉하였다.
발라게로와 플라사는 이 영화 이전인 2002년에 기록 영화 OT, The Movie를 감독하기도 하였다. 영화의 등장인물인 카메라맨이 영화의 모든 내용을 실제로 촬영한 것과 같은 촬영 기법(핸드헬드)과 기본적인 컨셉은 미국 공포 영화 블레어 윗치와 흡사하다. 영화의 제목은 이같은 촬영 기법이 표현하는 1인칭 관점을 통해 실시간으로 현장을 체험한다는 의미를 강조하기 위해 카메라에서 현장 녹음을 뜻하는 레코딩 버튼의 약자인 REC로 지어졌다.
영화의 트레일러 영상은 세개로, 두개의 영상은 영화의 내용 일부를 편집하여 제작한 반면에, 마지막 영상은 특이하게 영화의 영상을 보여주지 않고, 관객들이 첫 상영 당시에 겁을 먹으며 영화를 관람하는 모습을 담고 있다.

## 줄거리
늦은 밤 바르셀로나의 한 지역 소방서를 찾은 텔레비전 리포터인 안젤라 비달과 그녀의 카메라맨인 파블로를 중심으로 진행된다. 소방서에서는 한 노파가 아파트에 갇혀있다는 전화를 받는다. 안젤라와 파블로, 소방관 두명이 아파트에 도착하고, 소방관과 경찰관이 문을 부수고 들어가자, 노파는 굉장히 공격적인 성향을 보이며 갑자기 한 경찰관의 목을 물어 뜯는다. 놀란 주민들이 있는 1층 현관으로 내려가자, 경찰과 군대는 건물을 봉쇄하고 있고, 아무도 들어올 수도, 나갈 수도 없게 된다. 안젤라 일행은 카메라로 그곳에 일어나고 있는 심각한 상황들을 모두 기록하고자 한다. 안젤라는 아파트에서 자신의 부모와 개와 함께 살고 있는 제니퍼라는 이름의 소녀와 인터뷰를 한다. 제니퍼는 편도선염을 앓고 있었고, 그 소녀는 개 맥스가 아파서 치료를 받고 있다고 말한다.
갑자기 백신을 가진 특별 건강 검사관이 건물로 들어오고, 부상을 입은 경찰과 소방관을 치료하고자 한다. 그러나 그들은 노파의 공격을 받아 치명적인 부상을 입게 되었음에도 매우 폭력적이고 사납게 변하게 된다. 건강 검사관은 어제 진료를 받던 개가 정체 모를 병에 걸려 있었음을 밝힌다. 검사관은 그 개가 코마 상태에 빠져있다가 갑자기 사납게 돌변하여 병원의 다른 동물들을 공격하고 죽였고, 몇 개의 수면제를 주사하여 간신히 잠에 들게 하였다 말한다. 그리고, 당국이 개의 주인을 추적하자 그 아파트에 도착하게 되었다 한다. 안젤라는 제니퍼가 말했던 개에 대해서 기억하고, 그 난폭하게 변한 개의 이름이 맥스임을 확인한다. 제니퍼의 어머니는 당황하며 자신의 딸은 단순한 편도선염을 앓고 있을 뿐이라며 강하게 항의한다. 이 와중에 제니퍼는 갑자기 어머니를 공격하고 노파와 같이 사납고 정신이 나간 상태가 된다. 검사관은 혼란에 빠진 주민들에게 이 치명적인 정체불명의 질병이 사람에게 전염되며, 이 병에 걸리면 피에 굶주린 정신병자로 변하게 된다고 말한다. 마지막에 안젤라와 파블로는 신 들린 포르투갈 소녀에 대한 자료를 우연히 발견하고 지금 벌어지는 상황과 이 병이 단순한 바이러스가 아니라는 것에 대해 엄청난 진실을 발견하게 된다.
그들이 펜트하우스를 조사할 때, 안젤라와 파블로는 그곳이 소녀를 연구하고자 한 바티칸의 한 관계자의 소유임을 알게 되고, 소녀와 소녀의 실종에 관한 100개가 넘는 문서와 사진 자료를 발견한다. 녹음 자료에서는 바티칸의 관계자의 목소리가 생물학적 백신 개발에 실패하고, 대신에 바이러스가 전염성을 가지게 되었다고 설명한다. 또한, 바티칸 관계자는 그가 벌인 연구를 방치한 채 그가 도시를 떠나기 전에 신 들린 소녀를 방에 감금하였다고 테이프를 통해 설명한다. 갑자기 다락방의 문이 열리자 안젤라와 파블로는 겁에 질리고, 파블로는 그의 비디오 카메라를 이용해 다락방을 살펴본다. 그는 자신의 카메라의 조명 장치가 부서지고 갑자기 떨어지자 깜짝 놀라고, 급히 카메라를 야간 촬영 모드로 바꾼다. 카메라를 통해서 어두운 방을 보던 파블로는 봉인된 문에서 나오는 누군가를 발견한다. 여위고 악마 같은 몰골을 갖게 된 소녀는 안젤라와 파블로를 눈치 채지 못한 채 망치를 들고 부엌을 수색하기 시작한다. 파블로는 탈출을 시도하지만 무언가에 헛디뎌 소리가 나게 된다. 그들의 존재를 눈치 챈 악마는 비디오 카메라 떨어뜨린 파블로를 잔인하게 공격한다. 안젤라는 비디오 카메라를 들고 바닥에 쓰러진 악마로부터 도망친다. 그녀는 카메라를 찾고자 배로 기어 다닌다. 카메라의 렌즈를 쳐다보고 있지만, 어두워서 볼 수가 없다. 안젤리가 비디오 카메라를 찾자, 뒤에서 악마가 나타난다. 안젤라는 어둠 속으로 끌려가며 비명을 지르고, 영화는 끝이 난다.

## 출연

### 주연
- 마누엘라 벨라스코

### 조연
- 하비에르 보테트
- 페란 테라사
- 다비드 베르트
- 카를로스 라사르테
- 클라우디아 실바
- 비센테 힐
- 마리아 라나우
- 파블로 로소

## 기타
- 라인프로듀서: 오리올 마이모
- 라인프로듀서: 테레사 헤파엘
- 미술: 헤마 파우리아
- 의상: 글로리아 비구에르
- 배역: 크리스티나 캄포스

## 평가
영화는 평론가들로부터 압도적인 호평을 받았다. 2008년 5월 4일에 영화 정보 사이트 로튼 토마토에서는 이 영화가 11개의 평론 중 91%의 평론으로부터 긍정적인 평가를 받았다고 보도하였다.

## 리메이크
미국에서 《쿼런틴》(Quarantine)으로 리메이크되었으며, 2008년에 개봉했다.